# Nemarus ferrugineus
Nemarus ferrugineus – gatunek chrząszcza z rodziny ryjkowcowatych, jedyny przedstawiciel rodzaju Nemarus.

## Zasięg występowania
Ameryka Południowa, występuje w Argentynie i Urugwaju.

## Budowa ciała
Ciało zaokrąglone, ryjek silnie wydłużony. Ubarwienie ciemnobrązowe.